# Charles Gaou
Charles Gaou, né le 6 février 1882 à Brignoles (Var) et mort le 19 juin 1950 à Brignoles, est un homme politique français. Membre du Parti communiste français, il est député du Var de 1936 à 1940.

## Biographie
Issu d'une famille nombreuse modeste, Charles Gaou apprend le métier de charron et travaille à partir de 1910 comme artisan charron et carrossier. Il adhère en 1906 au Parti socialiste, puis en 1920 au Parti communiste français.  
Il est élu conseiller municipal de Brignoles en 1908, conseiller général en 1934 et député du Var en 1936. Inscrit au groupe communiste, il fait partie de la commission du commerce et de l'industrie et de la commission des boissons. Il se préoccupe particulièrement des problèmes professionnels et sociaux.
Membre du groupe ouvrier et paysan français, il est arrêté, déchu de son mandat le 20 février 1940 et condamné le 3 avril 1940 par le 3e tribunal militaire de Paris à cinq ans de prison, 4 000 francs d'amende et cinq ans de privation de ses droits civils et politiques pour infraction au décret dissolvant les organisations communistes,. Interné à Poitiers, Tarbes, Toulouse et Valence, il est finalement déporté à Maison Carrée en Algérie. Il est libéré 5 février 1943.
De retour dans le Var en automne 1944, il retrouve ses fonctions de conseiller général par décision du Comité départemental de Libération. Premier adjoint de Brignoles, il fait fonction de maire d'avril à octobre 1945.
Placé en troisième position sur la liste communiste pour l'élection de la première Assemblée constituante de 1945, il n'est pas élu. Il quitte la vie politique, sa santé se dégradant depuis sa déportation.
Il meurt le 19 juin 1950 à Brignoles et y est enterré.

## Sources
- « Charles Gaou », dans le Dictionnaire des parlementaires français (1889-1940), sous la direction de Jean Jolly, PUF, 1960 [détail de l’édition]